# Cabana Negoiu
Cabana Negoiu este o cabană situată pe versantul nordic al Munților Făgăraș pe coama Piscul Șerbotei, la altitudinea de 1540 m.

## Istoric
A fost inaugurată la 10 septembrie 1881 de către Asociația Carpatină Transilvană din Sibiu, fiind prima de cabană din Munții Făgărașului. Numele primit, era justificat atât prin faptul că urma să servească drept bază pentru ascensiunile pe vârful Negoiu, cât și prin obiceiul timpului de a folosi un nume capabil de a putea fi folosit drept reclamă, în contextul unei dezvoltări reduse a turismului în acele vremuri. Dealtfel există opinia că și primul marcaj turistic din Munții Făgărașului, a fost aplicat în 1887 pe un traseu care o unea de vârful Negoiu. Alături de Cabana Bâlea Lac, edificiul în cauză a fost printre singurele două construcții de acest tip (dintre cele cinci existente în 1914) care au rezistat Primei Conflagrații Mondiale.
Cabana a suferit două modificări, prima fiind în anul 1890 când o clădire mai mare inaugurată la 20 octombrie 1890 i-a luat locul, cea inițială devenind locuința cabanierului. Noul imobil a beneficiat de extindere în două ocazii, în 1907 și în 1914-1915, când a primit numele de „Cabana Negoiu Robert Gutt”. În anul 1937 a intrat în funcțiune a treia construcție, numită inițial „Casa de adăpost Negoiu”, iar actualmente „cabana veche”.
În 1948 odată cu celelalte cabane au fost preluată de stat. În perioada 1957-1962 s-a ridicat din piatră și lemn actuala cabană cu două etaje (inaugurată la 10 mai 1963), cea anterioară  încheindu-și existența

## Aspecte turistice
Cabana Negoiu este un punct de reper pentru a putea ajunge pe trasee turistice omologate spre diverse locații: Șaua Cleopatrei (Creasta Munților Făgăraș), Vârful Șerbota, Șaua Scării, Cascada Șerbota, Cabana Bârcaciu.
Este de menționat că de pe vârful Negoiu cabana nu poate fi văzută, deoarece este mascată de Vârful Negoiu Mic.